# George Street
George Street is een straat in de Oost-Canadese stad St. John's. De straat doet dienst als uitgaansbuurt van Downtown St. John's en is iedere dag vanaf 12u 's middags autovrij.
Vrijwel alle bebouwing in de straat bestaat uit kroegen, restaurants, danscafés en karaokebars. De meeste van deze horecagelegenheden bieden geregeld livemuziek aan. Er bevindt zich in George Street ook een groot podium voor de twee straatfestivals die er jaarlijks plaatsvinden.

## Galerij

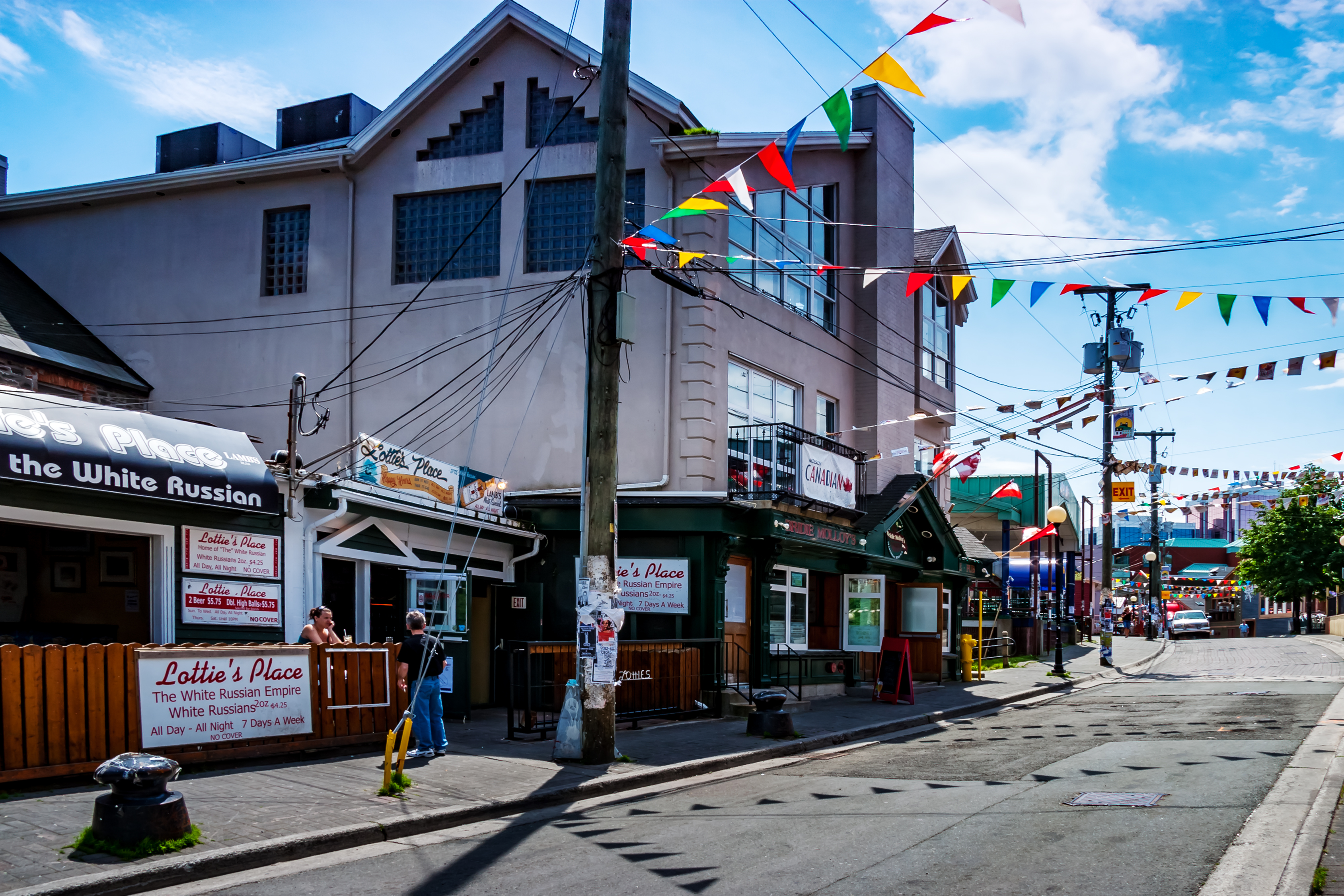
Enkele cafés in George Street
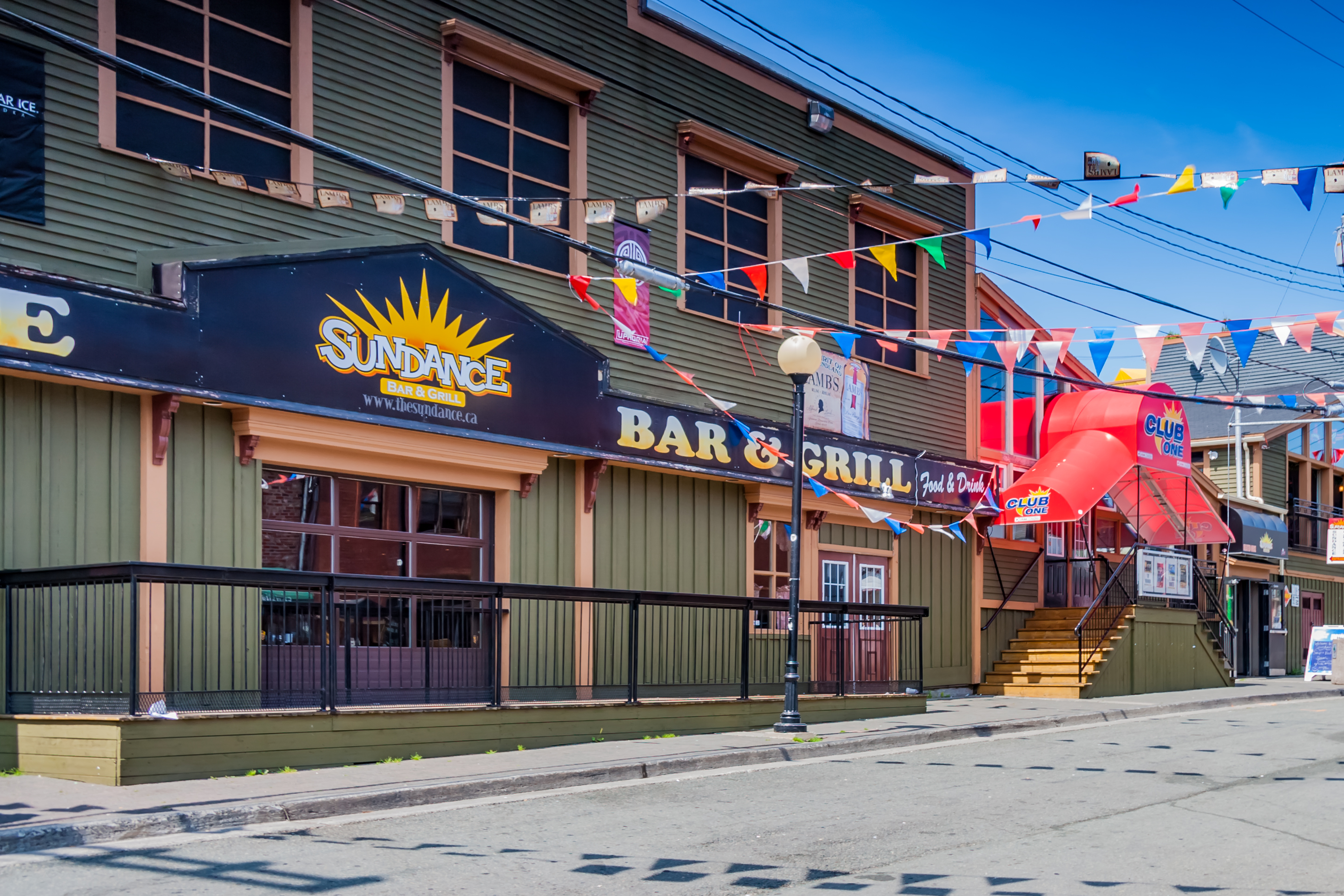
Typische drank- en eetgelegenheid
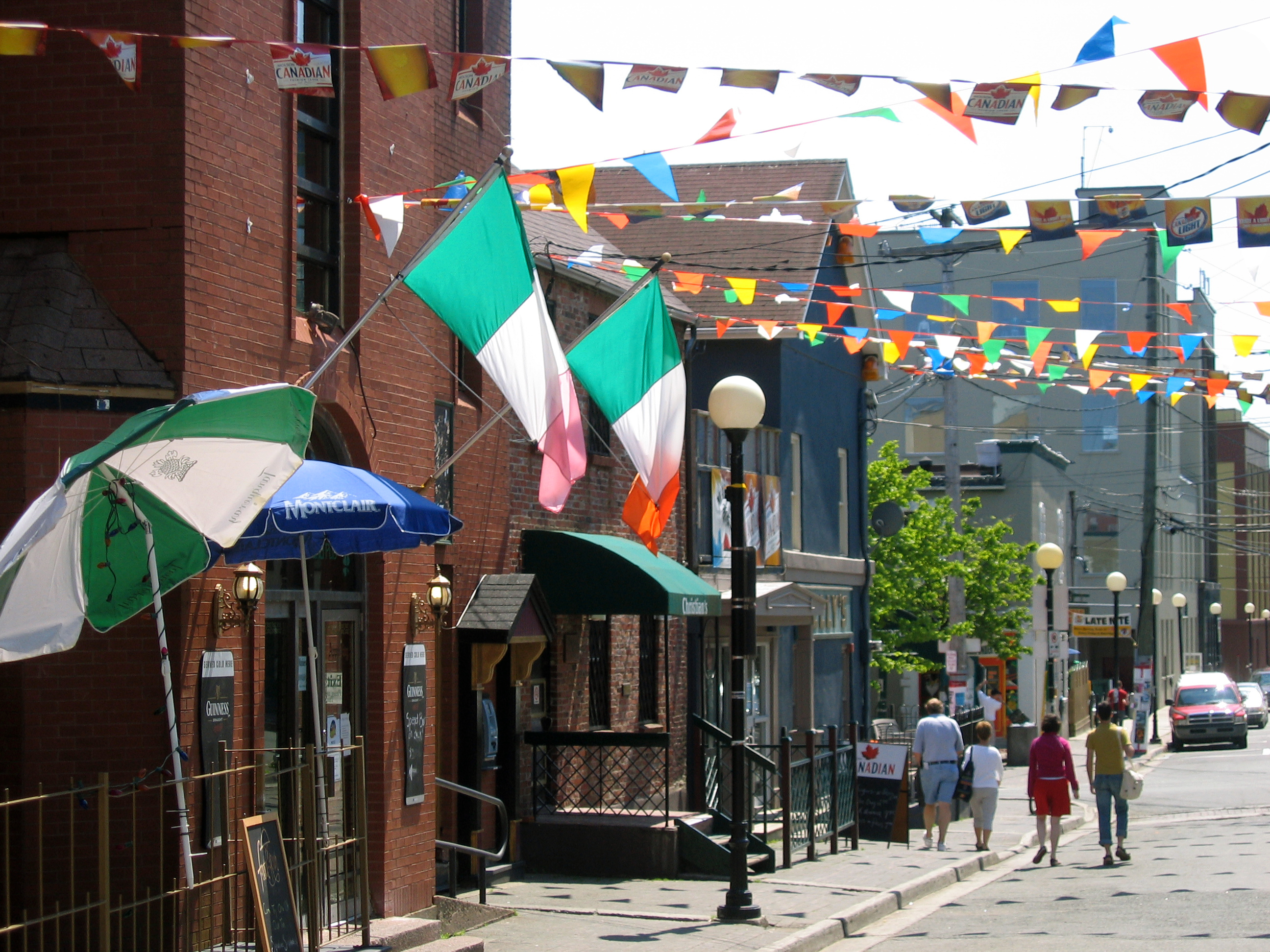
Ierse pub met aan de ingang de Newfoundlandse driekleur en de vlag van Ierland